# Porzana albicollis
La polluela turura (Porzana albicollis), también denominada polluela cienaguera, polluela gris. polluela piquiceniza, turura gargantiblanca o burrito grande, es una especie de ave gruiforme de la familia Rallidae que vive en Sudamérica.

## Distribución y hábitat
Se encuentra en Argentina, Bolivia, Brasil, Colombia, la Guayana francesa, Guyana, Paraguay, Perú, Surinam, Trinidad y Tobago y Venezuela.
Sus hábitats naturales son los pantanos y los pastizales tropicales y subtropicales de regiones bajas estacionalmente inundables.

## Descripción
Se trata de un rállido solitario y de pequeño tamaño. Tiene la espalda moteada con vetas pardas y verdosas y el pico corto. Su cola es negra y las partes inferiores de su cuerpo son de color gris, más pálido en la garganta. La parte inferior de los flancos y las coberteras inferiores de la cola presenta franjas blancas y negras. Ambos sexos tienen el mismo aspecto.

## Comportamiento
Construyen sus nidos con hierbas secas en forma de grandes cuencos, que sitúan sobre el suelo o a baja altura, bien escondidos entre la hierba y arbustos. Las puestas suelen tener entre 2 y 5 huevos. Su dieta consta de insectos y sus larvas además de semillas.